# Szászvárosi evangélikus templom
A szászvárosi evangélikus templom műemlékké nyilvánított épület Romániában, Hunyad megyében. A romániai műemlékek jegyzékében a HD-II-m-A-03377 sorszámon szerepel.